# Ritus Krjauklis
Ritus Krjauklis (* 23. April 1986 in Ilūkste) ist ein ehemaliger  lettischer Fußballspieler, der beim PKNP FC in Malaysia spielt. 

## Karriere

### Verein
Ritus Krjauklis begann seine Karriere in seiner Heimatstadt Ilūkste. In der Jugend des FK Ilūkste, welcher im Südosten Lettlands, an der Grenze zu Litauen liegt, spielte er bis zum Jahr 2002. Von dort wechselte er anschließend zum FC Dinaburg in deren Jugend. In der Spielzeit 2006 stand der Verteidiger beim FK Ventspils in der Virslīga unter Vertrag und wurde dort, ohne ein Pflichtspiel absolviert zu haben, Lettischer Meister. Nach dem Saisonende kam er zurück zum FC Dinaburg und blieb dort für drei Spielzeiten. Im Jahr 2010 kehrte Krjauklis wiederum zum FK Ventspils zurück und konnte mit dem Verein aus der Hafenstadt Ventspils die Baltic League gewinnen. Am Ende der Spielzeit 2010 wechselte Krjauklis nach Aserbaidschan zum AZAL PFC Baku. Bei dem Verein aus der Premyer Liqası unterschrieb dieser einen Vertrag über zwei Jahre, wechselte allerdings schon nach Ende der Rückrunde der Spielzeit 2010/11 zurück nach Lettland zu Liepājas Metalurgs. Dort blieb er für zwei Jahre und wechselte im Jahr 2012 zusammen mit seinem Mannschaftskollegen aus Liepāja Pāvels Šteinbors zu den Golden Arrows nach Südafrika. Bereits nach einer Saison beim Verein aus Durban wechselte Krjauklis zu Ajax Cape Town.
Nach verschiedenen Vereinswechseln beendete er 2022 seine aktive Karriere bei BFC Daugavpils.

### Nationalmannschaft
Seit 2009 spielt Ritus Krjauklis für die Lettische Fußballnationalmannschaft. Sein Debüt gab er im Länderspiel gegen Bulgarien im August 2009 in Sofia. Mit Lettland nahm er am Baltic Cup 2010 in Litauen teil und wurde hinter dem Gastgeber zweiter.

## Erfolge
mit dem FK Ventspils:
- Lettischer Meister: 2006
- Baltic League: 2009/10